# Föroya Bjór

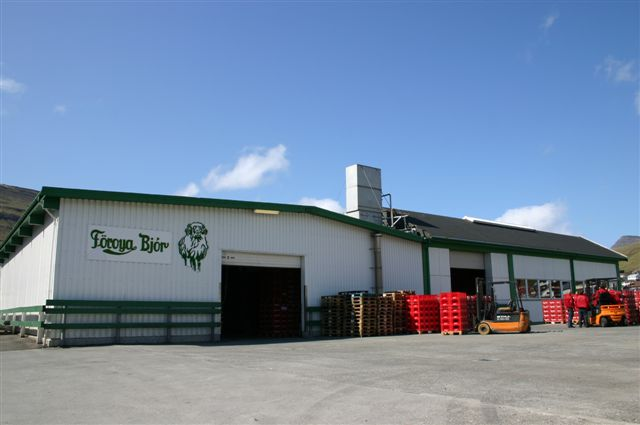
A sörfőzde Klaksvíkban

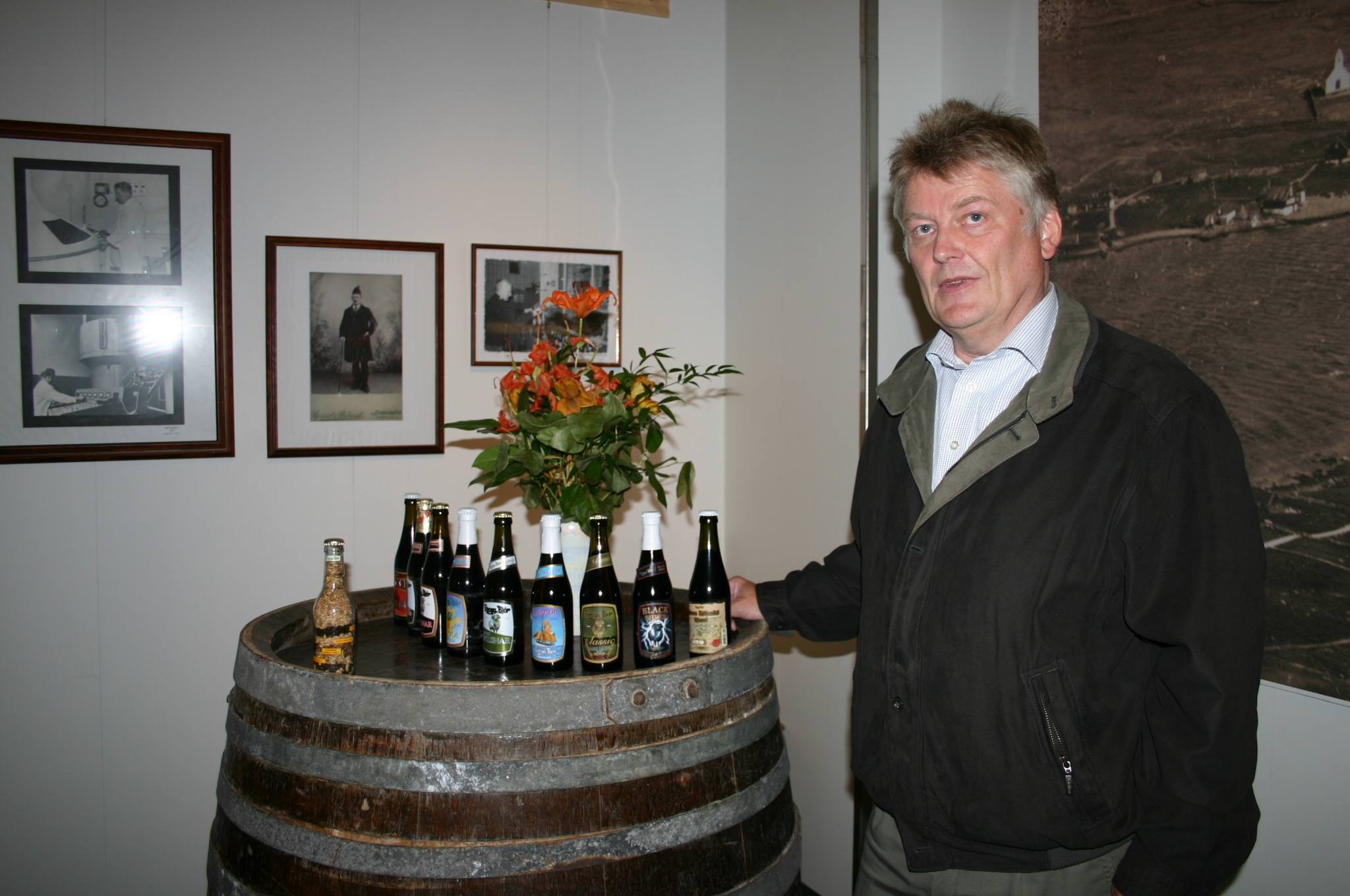
Einar Waag tulajdonos, vezérigazgató a cég termékeivel

A Föroya Bjór egy családi tulajdonú feröeri sörfőzde, amely a szigetek második legnagyobb városában, Klaksvíkban található. A céget 1888-ban alapították, de a sörfőzde mindenben megfelel a mai kor technológiai követelményeinek. Termékeinek minőségét jelzi, hogy számos nemzetközi versenyen nyertek érmeket, még aranyérmet is. A társaság 40 főt foglalkoztat.
2008 óta a cég egyedüli tulajdonosa Einar Waag, miután fivére, Heini Waag úgy döntött, hogy eladja neki 50%-os részesedését.

## Termékek
Sörök:
- Ljóst Pilsnar
- Veðrur (4,6%) – pilzeni
- Classic (4,6%) – sötét pilzeni
- Gull (5,8%) – lager
- Slupp (5,8%) – borostyánszínű lager
- Black Sheep (5,8%) – sötét lager
- Sct. Brigid Ale (4,6%) – borostyánszínű ale
- Green Island Stout (5,8%) – barna sör[1][5]

A sörgyártás mellett a cég ásványvizet is gyárt és forgalmaz.